# Cignature
Cignature (en hangul, 시그니처) fue un grupo femenino surcoreano formado por C9 Entertainment. El grupo estuvo compuesto de siete miembros: Chaesol, Jeewon, Seline, Belle, Semi, Dohee y Chloe. El grupo debutó el 4 de febrero de 2020 con su sencillo debut «Nun Nu Nan Na». El grupo se disolvió oficialmente el 3 de diciembre del 2024.

## Historia

### 2019: predebut
Chaesol, Jeewon (antes conocida como Jiwon), Ye Ah (antes conocida como Haeun), Sunn (antes conocida como Viva) y Belle (antes conocida como Lucky) fueron miembros de Good Day, que debutó el 30 de agosto de 2017. Chaesol, Jeewon, Sunn y Belle habían participado en el programa de supercivencia The Unit de KBS2.
El 11 de noviembre de 2019, C9 Entertainment confirmó el lanzamiento del futuro grupo de chicas llamado temporalmente C9 Girlz, y Jeewon fue nombrada la primera integrante del futuro grupo de chicas. Posteriormente, del 12 al 17 de noviembre, los miembros restantes fueron presentados en el orden: Semi, Chaesol, Sunn, Belle, Ye Ah, Seline.

### 2020–2021: «Nun Nu Nan Na», «Assa», primer EPListen and Speak, cambios en la alineación yDear Diary Moment
El 14 de enero de 2020, se reveló que el nombre del grupo era Cignature.
El 4 de febrero, el grupo lanzó su sencillo debut «Nun Nu Nan Na», mientras que el video musical de la canción fue lanzado un día antes, el 3 de febrero. Luego, el 7 de abril, publicaron su segundo sencillo «Assa». El video musical de la canción fue lanzado un día antes, el 6 de abril.
El primer EP del grupo, Listen and Speak se lanzó el 22 de septiembre, con «Arisong» como sencillo principal. El EP también incluye los sencillos de debut anteriores. La promoción del EP presentó un concepto de colegiala, y la plataforma de aficionados Whosfan también organizó un evento de promoción para el grupo. El EP ha recibido críticas positivas, y las críticas de varios reporteros lo califican de refrescante, juvenil, y tiene un método de expresión único. El 23 de septiembre de 2020, la demanda del EP superó el pronóstico de demanda calculado por J9 Entertainment, y el primer lote se agotó. El video musical de «Arisong» alcanzó los 3 millones de visitas en los dos días posteriores a su lanzamiento. Listen and Speak alcanzó el puesto n.º 21 en la lista de álbumes de Gaon.
El 27 de abril de 2021, J9 Entertainment anunció que Ye Ah y Sunn dejaron el grupo y terminaron sus contratos con la agencia. En la misma declaración, se detalló que tenían planeado un regreso en marzo, el cual fue suspendido por la decisión de las exmiembros.
El 14 de junio, J9 Entertainment anunció que se habían agregado al grupo dos nuevas integrantes, Chloe y Dohee. Desde ese momento algunas alineaciones cambiaron, Semi pasó a cantar las líneas de YeAh, Dohee las de Sunn y Chloe las de Semi.
El 8 de noviembre, el grupo anunció su segundo EP, Dear Diary Moment el cual estaría disponible el 30 de ese mismo mes, con el sencillo principal «Boyfriend».

### 2023–2024:My Little Aurora,Us in the Summer,Sweetie But Saldiey disolución
Cignature regresó después de 14 meses con su tercer EP My Little Aurora, que se lanzó el 17 de enero de 2023. El EP consta de cuatro pistas, incluido el sencillo principal «Aurora». El grupo lanzó su cuarto EP Us in the Summer el 29 de agosto. El EP consta de cuatro temas, incluido el sencillo principal «Smooth Sailing». La miembro Belle no estuvo involucrada en este regreso debido a su participación en el programa de supervivencia de SBS Universe Ticket.  El 17 de enero, durante la final de Universe Ticket, Belle aseguró su lugar como miembro del grupo debutante, Unis. El 18 de enero, C9 Entertainment publicó un comunicado anunciando que la miembro Belle promocionará como miembro de Unis durante dos años y medio, y que no participará en actividades futuras con Cignature durante el período y que el grupo continuará promocionando como seis.
El 24 de mayo de 2024, se anunció que el grupo lanzará su quinto EP Sweetie but Saltie el 10 de junio de 2024. El 27 de mayo, el grupo lanzó un programa de promoción para el álbum.  El 10 de junio, el grupo hizo su regreso con el lanzamiento del EP Sweetie But Saltie, junto con su sencillo principal «Poongdung».
El 3 de diciembre de 2024, C9 Entertainment anunció que los contratos exclusivos de todas las integrantes habían sido rescindidos y que todas las actividades del grupo habían llegado a su fin a partir del 30 de noviembre de 2024.

## Exmiembros
- Chaesol (Moon Chae-sol) (채솔)
- Jeewon (Kim Jee-won) (지원)
- Dohee (Kwon Do-hee) (도희)
- Seline (Jung Yeon-jung) (셀린)
- Belle (Jin Hyeon-ju) (벨)
- Semi (Gu Se-mi) (세미)
- Sunn (Hwang Ji-won) (선)
- Yeah (Kim Hae-eun) (예아)
- Chloe (Yun Ji-won) (클로이)

## Discografía

### EP
| Título             | Detalles | Posicionamiento en listas |
| Título             | Detalles | KOR                       |
| ------------------ | --- | ------------------------- |
| Listen and Speak   | - Lanzamiento: 22 de septiembre de 2020 - Discografíca: J9 Entertainment, Genie Music, Stone Music Entertainment - Formatos: CD, descarga digital, streaming | 21                        |
| Dear Diary Moment  | - Lanzamiento: 30 de noviembre de 2021 - Discografíca: J9 Entertainment, Genie Music, Stone Music Entertainment - Formatos: CD, descarga digital, streaming  | 22                        |
| My Little Aurora   | - Lanzamiento: 17 de enero de 2023 - Discografíca: J9 Entertainment, Genie Music, Stone Music Entertainment - Formatos: CD, descarga digital, streaming      | 18                        |
| Us in the Summer   | - Lanzamiento: 29 de agosto de 2023 - Discografíca: J9 Entertainment, Genie Music, Stone Music Entertainment - Formatos: CD, descarga digital, streaming     | 19                        |
| Sweetie but Saltie | - Lanzamiento: 10 de junio de 2024 - Discografíca: J9 Entertainment, Kakao Entertainment - Formatos: CD, descarga digital, streaming                         | 20                        |

### Sencillos
| Título                                                                                       | Año  | Posicionamiento en listas | Álbum              |
| Título                                                                                       | Año  | KOR Down.                 | Álbum              |
| -------------------------------------------------------------------------------------------- | ---- | ------------------------- | ------------------ |
| «Nun Nu Nan Na» (눈누난나)                                                                   | 2020 | —                         | Listen and Speak   |
| «Assa» (아싸)                                                                                | 2020 | —                         | Listen and Speak   |
| «Arisong» (아리송)                                                                           | 2020 | —                         | Listen and Speak   |
| «Boyfriend»                                                                                  | 2021 | 175                       | Dear Diary Moment  |
| «Merry Merry Christmas» (메리 메리 크리스마스) (con Lee Seok-hoon, Younha, CIX y Epex)       | 2022 | 36                        | 2022 C9 Christmas  |
| «Aurora» (오로라)                                                                            | 2023 | 124                       | My Little Aurora   |
| «Smooth Sailing» (안녕, 인사해)                                                              | 2023 | 88                        | Us in the Summer   |
| «Poongdung» (풍덩)                                                                           | 2024 | 44                        | Sweetie but Saltie |
| «—» indica que el lanzamiento no se posicionó en la lista o no se publicó en ese territorio. |      |                           |                    |

### Otras canciones en listas
| Título          | Año  | Mejores posiciones en listas | Álbum              |
| Título          | Año  | KOR Down.                    | Álbum              |
| --------------- | ---- | ---------------------------- | ------------------ |
| «I Like I Like» | 2024 | 116                          | Sweetie but Saltie |
| «Melody»        | 2024 | 129                          | Sweetie but Saltie |

## Premios y nominaciones
| Año  | Premio                   | Categoría                          | Nominado  | Resultado |
| ---- | ------------------------ | ---------------------------------- | --------- | --------- |
| 2020 | Korea First Brand Awards | New Female Artist Award            | Cignature | Nominado  |
| 2020 | Melon Music Awards       | New Artist of the Year - Female    | Cignature | Nominado  |
| 2020 | MAMA Awards              | Best New Female Artist             | Cignature | Nominado  |
| 2020 | MAMA Awards              | Artist of the Year                 | Cignature | Nominado  |
| 2020 | MAMA Awards              | Worldwide Icon of the Year         | Cignature | Nominado  |
| 2021 | Asia Artist Awards       | Female Idol Group Popularity Award | Cignature | Nominado  |
| 2023 | Asia Model Festival      | Rising Star Award in Singer        | Cignature | Ganador   |
| 2023 | Hanteo Music Awards      | Blooming Star Award                | Cignature | Ganador   |